# Dario Neri
Dario Neri (Murlo, 22 maggio 1895 – Milano, 28 marzo 1958) è stato un pittore, storico e xilografico italiano.

## Biografia
(Enzo Carli, storico e critico d'arte, in riferimento alle sue opere paesaggistiche)
Dario Neri nasce il 22 maggio 1895 a Vescovado di Murlo (Siena) da Paolo e Gioconda Bandini. Nel 1913 abbandona gli studi tecnici: è allievo a Firenze della scuola di pittura di Giuseppe Rossi. L'anno successivo, ottiene l'abilitazione all'insegnamento sostenendo gli esami all'Accademia delle Belle Arti di Firenze.
Nel 1919 al termine del servizio militare in Carnia, in Macedonia e presso il Comando supremo militare italiano, riprendere a dipingere e inizia anche ad incidere sul legno grazie ad Adolfo De Carolis che aveva conosciuto a Bologna mentre era ancora in servizio. Dal 1920 al 1934 si dedica completamente al lavoro artistico: oltre all'attività di incisore e di pittore, si occupa anche di arti applicate quali la decorazione, il disegno di mobili e l'impaginazione di libri e riviste. Nel 1920 tiene la sua prima mostra personale a Siena.
Nel 1929 sposa Matilde, figlia di Achille Sclavo: alla morte del suocero, viene nominato procuratore dell'Istituto Sieroterapico e Vaccinogeno Toscano Sclavo: dal 1935 al 1944 si dedica alla riorganizzazione delle attività industriali dell'Istituto, che si espande e diviene una della principali aziende italiane del settore. Nel frattempo, ogni sua attività artistica cessa, pur continuando ad approfondire le sue ricerche nel campo della pittura. Nel 1930, i giornali locali suggeriscono la nascita di una nuova "scuola" paesaggistica di farebbero parte alcuni artisti tra i quali, oltre a Neri, Memo Vagaggini, Roberto Corsini, Angelo Mucci, Vittorio Zani, Bruno Marzi.
Nel contempo, assume vari incarichi di rilievo pubblico: Commissario prefettizio al Comune di Murlo fra il 1938 e il 1941, direttore del senese Istituto d'Arte fra il 1939 e il 1943, membro della Consulta Municipale per le Belle Arti, della Commissione Edilizia, Presidente della Commissione Provinciale per la Tutela del Paesaggio, dal 1951 infine membro della Deputazione Amministratrice del Monte dei Paschi.
Alla fine del 1944 lascia la direzione dell'Istituto Sclavo, per dedicarsi alla pubblicazione di testi d'arte. Sempre nello stesso anno fonda l'Electa Editrice di Firenze, specializzata nella pubblicazione di libri d'arte: grazie alla sua guida, diventare una delle più prestigiose a livello internazionale. Tra le varie personalità pubblicate sviluppa uno speciale rapporto con Bernard Berenson.
Durante la seconda guerra mondiale, insieme con il padre Paolo (1864-1955), salva dall'olocausto una famiglia senese di origine ebraica, i Cabibbe, composta da cinque persone, dando loro rifugio presso la propria tenuta  a Campriano, nel comune di Murlo. Per il gesto, sia Dario che Paolo sono stati riconosciuti giusti tra le nazioni dallo Yad Vashem di Gerusalemme il 3 ottobre 2012.

### Il Palio di Siena
Neri è sempre stato molto legato a Siena e al Palio: dal 1937 al 1952 è stato capitano della Contrada Capitana dell'Onda, vincendo in tale veste la carriera del 2 luglio 1950.
Nel 1921 dipinse il drappellone del Palio del 16 agosto, dedicato al VI centenario della morte di Dante Alighieri e vinto dalla Nobile Contrada dell'Oca.
Ha anche collaborato in varie ricerche storiche e araldiche sulla città.
In collaborazione con Giovanni Cecchini nel 1958 pubblica il volume "Il Palio di Siena", opera ritenuta tra le più documentate e precise sull'argomento Palio.
Il 25 maggio 2024 gli eredi di Dario Neri hanno donato all'Onda la collezione delle matrici utilizzate dall'artista per le proprie xilografie.